# SARS

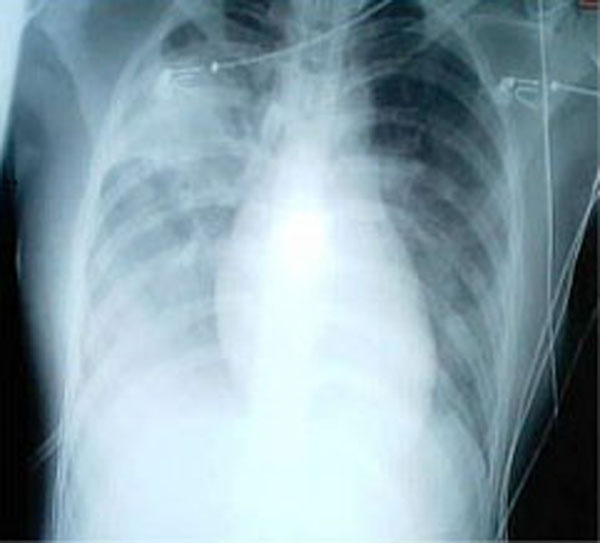
Rentgen plic pacienta se SARS

Průběh epidemie v roce 2003.

Mapa infekcí SARS ve světě v 2002-2003:
Země s potvrzenými úmrtími
Země s potvrzenými případy
Země bez potvrzených případů

SARS (z angl. Severe Acute Respiratory Syndrome, česky těžký akutní respirační syndrom, syndrom náhlého selhání dýchání či také syndrom akutního respiračního selhání) je virové onemocnění dýchacích cest způsobené koronavirem SARS-CoV-1 (původně pojmenovaném SARS-CoV). Jeho výskyt byl poprvé hlášen 16. listopadu 2002 z čínské provincie Kuang-tung. Během několika dalších měsíců se nákaza rozšířila do více než 30 zemí, nakazila přes 8000 lidí a přímo způsobila smrt 774 lidí. V polovině roku 2003 se podařilo pomocí efektivních protiepidemických opatření zastavit šíření infekce, ale ještě začátkem roku 2004 byly nové případy hlášeny z Číny a několik případů infekce v laboratořích. V České republice nebyly potvrzeny případy nakažení SARS.

## Průběh
Inkubační doba SARS, tj. časový interval, který uplyne od nákazy virem k prvním projevům onemocnění, činí 2–8 dní, v některých případech až 10 dní. Infekce začíná obvykle vysokou teplotou (nad 38 °C), bolestmi hlavy, celkovou únavou. Po 2–8 dnech se přidružuje suchý kašel a dýchací obtíže. U většiny postižených se vyvíjí zápal plic. Vysoká smrtnost (téměř 10 %) je přičítána především příliš silné imunitní reakci vyvolané cytokiny (tzv. cytokinová bouře), hlavní roli má přílišná produkce interferonu gama lidskými buňkami. Protilátky jsou detekovatelné i po 17 letech od prodělání nemoci.

## Epidemiologie
Původce nákazy – jeden z koronavirů – se šíří zejména kapénkovou infekcí při úzkém kontaktu s nemocnou osobou, případně prostřednictvím různých předmětů potřísněných sekrety dýchacích cest, jinými tělesnými tekutinami nebo stolicí. Předběžné zkušenosti nasvědčují tomu, že virus přežívá v prostředí několik dnů. Na délce přežívání se podílí množství faktorů, mimo jiné charakter potřísněného povrchu materiálu, druh tělesné tekutiny obsahující virus, teplota a vlhkost.
Tato nemoc je zoonóza, jako rezervoár jí slouží některé druhy netopýrů (např. čínský), i když infekce lidí pravděpodobně proběhly nepřímo, přes cibetky nebo psíky mývalovité. První infekce lidí v provincii Guangdong byly zaznamenány u zaměstnanců restaurací, kteří připravovali divoká zvířata jako exotické menu.

### Kmeny koronavirů způsobující onemocnění u lidí
Kromě koronaviru nemoci SARS (SARS-CoV-1) s vysokou nakažlivostí a smrtností se v lidské populaci nachází i příbuzné, méně virulentní koronaviry 229E a OC43 způsobující nachlazení, vzácně zápal plic, a relativně nedávno objevené koronaviry NL63 a HKU1. V roce 2012 byl objeven virus z čeledi koronavirů nazvaný MERS-CoV způsobující zápal plic provázený selháním ledvin. V roce 2019 vypukla v Číně epidemie choroby covid-19, která se následně rozšířila do světa; jejím původcem je virus SARS-CoV-2, patřící do stejného druhu jako SARS-CoV-1.

### Mechanismus infekce
Virus se váže na membránu lidských buněk prostřednictvím výběžku („Spike“) svého obalu, který je tvořen trimerem spike-proteinů S1, S2 a S2´. Protein S1 interaguje s receptory lidských buněk ACE2 (adenosin konvertáza) nebo receptorem CLEC4M (C-type lectin domain family 4 member M), který slouží jako mezibuněčný adhesivní protein lymfocytů, ale je též receptorem pro HIV. Protein S2 zprostředkuje fúzi virionu a buněčné membrány a během tohoto procesu zaujímá tři různé konformace. Po endocytóze je S2 štěpen buněčnou proteázou a odhalí tím S2´, který je vlastním peptidem zprostředkujícím destabilizaci fosfolipidové membrány a vstup do cytoplasmy.
Spike proteiny izolované ze dvou kmenů SARS-CoV-1 (Tor 2, epidemie SARS 2002-2003, a GD03, návrat SARS v zimě 2003–2004) a kmene SZ3 pocházejícího z cibetky se všechny vážou s vysokou afinitou na receptor ACE2 buněk cibetky. Kmen Tor2, který způsobil epidemii SARS roku 2002, se od kmenu SZ3 liší dvěma bodovými mutacemi v aminokyselinách Asn-479 a Thr-487, které jsou odpovědné za jeho vysokou afinitu k lidskému receptoru ACE2. Kmen GD03, který způsobil jen lehčí onemocnění v zimě 2003–2004, má oproti němu nižší afinitu k lidskému ACE2.

## Léčba
Léčba SARS je především symptomatická, provádí se srážení horečky pomocí antipyretik, dodává se kyslík, případně se mechanicky pomáhá dýchání. Pacienti infikovaní koronavirem SARS-CoV-1 musí být izolováni, a nejlépe drženi v místnosti s podtlakem, což zabraňuje šíření viru vzduchem.
V současné době neexistuje účinný lék proti SARS testovaný na lidech, i když byly vyvinuty monoklonální protilátky a léky blokující činnost virové helikázy, což zabraňuje replikaci viru; tyto léky ovšem zatím nebyly schváleny pro použití na lidech.

## Prevence
Individuální ochrana spočívá v dodržování běžných hygienických zásad, uplatňovaných zejména při epidemiích akutních onemocnění dýchacích cest. Zvláště důležité je pečlivé mytí rukou teplou vodou a mýdlem. S ohledem na způsob šíření nákazy je nutné zamezit vzniku infekčního aerosolu při kašli a kýchání a vyhýbat se dotyku úst, nosu a očí nemytýma rukama.